# لوکوسیانیدین
لوکوسیانیدین (به انگلیسی: Leucocyanidin) با فرمول شیمیایی C۱۵H۱۴O۷ یک ترکیب شیمیایی با شناسه پاب‌کم ۴۴۰۸۳۳ است. که جرم مولی آن ۳۰۶٫۲۶ g/mol می‌باشد. 